# Юрга 2-а
Юрга́ 2-а (рос. Юрга 2-я) — селище у складі Юргинського округу Кемеровської області, Росія.

## Населення
Населення — 2868 осіб (2010; 2679 у 2002).
Національний склад (станом на 2002 рік):
- росіяни — 86 %